# Landsoldaten med den lille hornblæser
Landsoldaten med den lille hornblæser er en statue af bronze på fundament af granit, som blev rejst i 1899 som et monument over de Slesvigske krige. Den står ved H.C. Andersens Boulevard, ikke langt fra Rådhuspladsen i København, og er skabt af billedhuggeren H.P. Pedersen-Dan.
Rundt om statuen er der følgende inskriptioner hugget i stenfundamentet:
- Forsiden "1848-50 •OG• 1864";
- Bagsiden "REJST AF DANSKE MÆND OG KVINDER";

På forsiden af statuens sokkel, er gengivet medaljen for deltagelse i de slesvigske krige, med et dobbeltportræt af kongerne under de to krige. Inskriptionen ved medaljens kant er t.v.: "CHRISTIAN IX"; t.h.: "FREDERIK VII"
Statuen er et symbol for Treårskrigen. Motivet landsoldaten med en lille hornblæser skyldes anekdoter, litteratur (især Hans Peter Holsts episke digt fra 1849) og malerier af den lille hornblæser. Den havde en central placering under besættelsen i nazisternes demonstration 17. november 1940 i København. Den omtales endvidere grundigt i Hans Scherfigs roman Frydenholm fra 1962.